# Organizzazione islamica per l'educazione, le scienze e la cultura
L’Organizzazione del Mondo Islamico per l’Educazione, le Scienze e la Cultura (in inglese: ICESCO) è un’organizzazione operante nell’ambito dell’Organizzazione di Cooperazione Islamica (OIC, oggi Organizzazione della cooperazione islamica) e si occupa dei settori dell’educazione, delle scienze, della cultura e della comunicazione a seno del mondo islamico, nell’ottica di sostenere e di rafforzare i legami tra i paesi membri. La sua sede è a Rabat (Marocco) e il Direttore dell’Organizzazione è il Salim Ben Mohamed Almalik.

## Storia
La decisione emanante dalla terza Conferenza del Vertice Islamico tenutasi a Mecca dal 25 al 28 gennaio 1981 ha dimostrato la necessità di creare un nuovo organo islamico internazionale che fa parte dei vari meccanismi del lavoro islamico comune nell'ambito dell'Organizzazione della cooperazione islamica, attribuendogli il nome di "Organizzazione Islamica per l’educazione, le scienze e la cultura".
Il giorno mercoledì 30 gennaio 2020, il comitato esecutivo dell’Organizzazione Islamica per l’educazione, le scienze e la cultura (ICESCO) nella sua quarantesima sessione tenutasi ad Abu Dhabi, negli Emirati Arabi Uniti, ha deciso di cambiare il nome dell’organizzazione in “Organizzazione del Mondo Islamico per l’Educazione, le Scienze e la Cultura” (ICESCO).
Il Direttore Generale dell’ICESCO, Salim Ben Mohamed Almalik, ha dichiarato che il cambiamento del nome era dettato dall’esigenza di togliere ogni forma di confusione spesso creatasi riguardo alle sue attività di natura non propagandista, e di ampliare la sua presenza sulla scena internazionale. Il nuovo nome veicola ed esprime in modo preciso la natura del messaggio di civiltà che l’organizzazione trasmette nei suoi vari ambiti operativi, quali l’educazione, le scienze, la cultura e la comunicazione e tramite i suoi vari obiettivi.

## Obiettivi
1. Consolidare, sostenere e approfondire la cooperazione tra i vari stati membri nei settori dell’educazione, delle scienze, della cultura e della comunicazione, rafforzando e promuovendo tali settori, nell’ambito del referenziale di civiltà del mondo islamico e alla luce dei valori umani del mondo islamico;
2. Consolidare la comprensione tra i popoli degli stati membri e anche fuori, e contribuire nel diffondere la pace e la sicurezza nel mondo con vari mezzi, e soprattutto tramite l’educazione, le scienze, la cultura e la comunicazione;
3. Diffondere la vera immagine dell’islam e della cultura islamica, promuovere il dialogo tra le civiltà, le culture, le religioni e trasmettere i valori della giustizia, della pace, della libertà e dei diritti dell’uomo, in conformità con i valori della civiltà islamica;
4. Favorire l’interculturalità e promuovere le sue varie manifestazioni nei paesi membri, preservando l’identità culturale e tutelando la libertà intellettuale;
5. Rafforzare la complementarità e la coordinazione tra le varie istituzioni dell’Organizzazione della Cooperazione Islamica nei settori dell’educazione, delle scienze, della cultura e della comunicazione, tra i vari stati membri dell’ICESCO, e consolidare la cooperazione e la partnership tra gli enti governativi e non governativi che condividono interessi comuni, a seno degli stati membri, ma anche fuori;
6. Interessarsi alla cultura islamica, mettere in valore le sue specificità e far conoscere il suo patrimonio tramite gli studi, le ricerche scientifiche e i programmi educativi;
7. Creare delle complementarità e dei legami tra i sistemi educativi dei paesi membri;
8. Dare un sostegno alle istituzioni educative, scientifiche e culturali dei musulmani nei paesi non membri dell’ICESCO.

## Paesi membri
Lo statuto dell’ICESCO stipula che ogni paese membro nell’Organizzazione di Cooperazione Islamica (OIC oggi Organizzazione della cooperazione islamica) aderisce all’ICESCO dopo la sottoscrizione ufficiale dello statuto, e dopo aver adempito tutte le procedure legali e giuridiche relative alla decisione di adesione, dandone notifica per iscritto alla direzione generale dell’ICESCO. Un paese non membro dell’OCI o non osservatore dentro detta Organizzazione non è autorizzato ad aderire all’ICESCO, la quale conta attualmente 54 paesi membri sui 57 paesi aderenti all’OCI.